# Palazzo Amici-Honorati
Il Palazzo Amici-Honorati è un'antica dimora nobiliare della città di Jesi, nelle Marche.
Sito al numero 33 di Via Pergolesi, si erge all'angolo fra questa e Costa lombarda, gli antichi cardo e decumano romani, e affaccia il suo angolo su piazza Federico II. 
Costituisce un importante esempio dell'architettura rinascimentale della città.

## Storia e descrizione

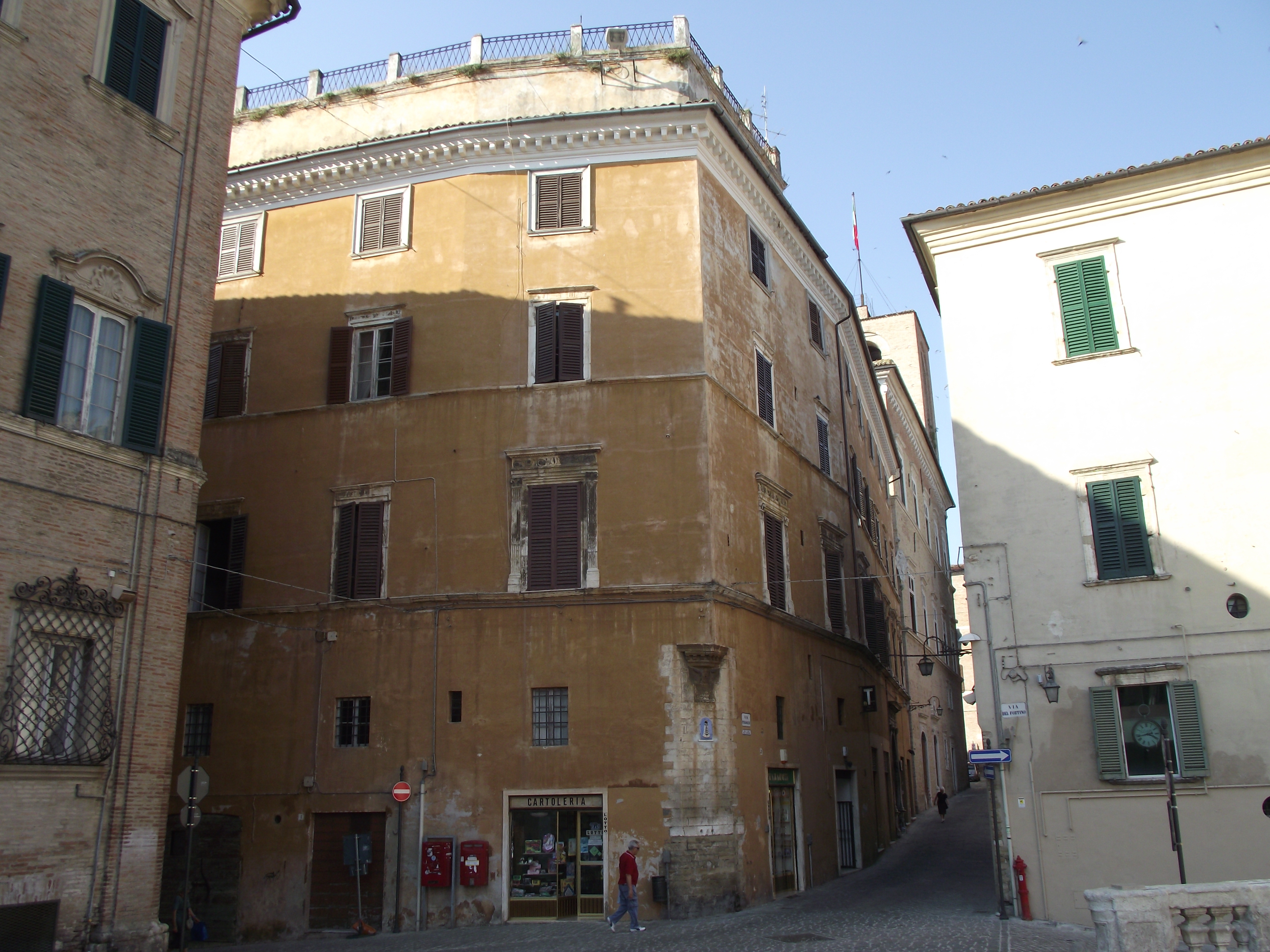
I prospetti visti da Piazza Federico II

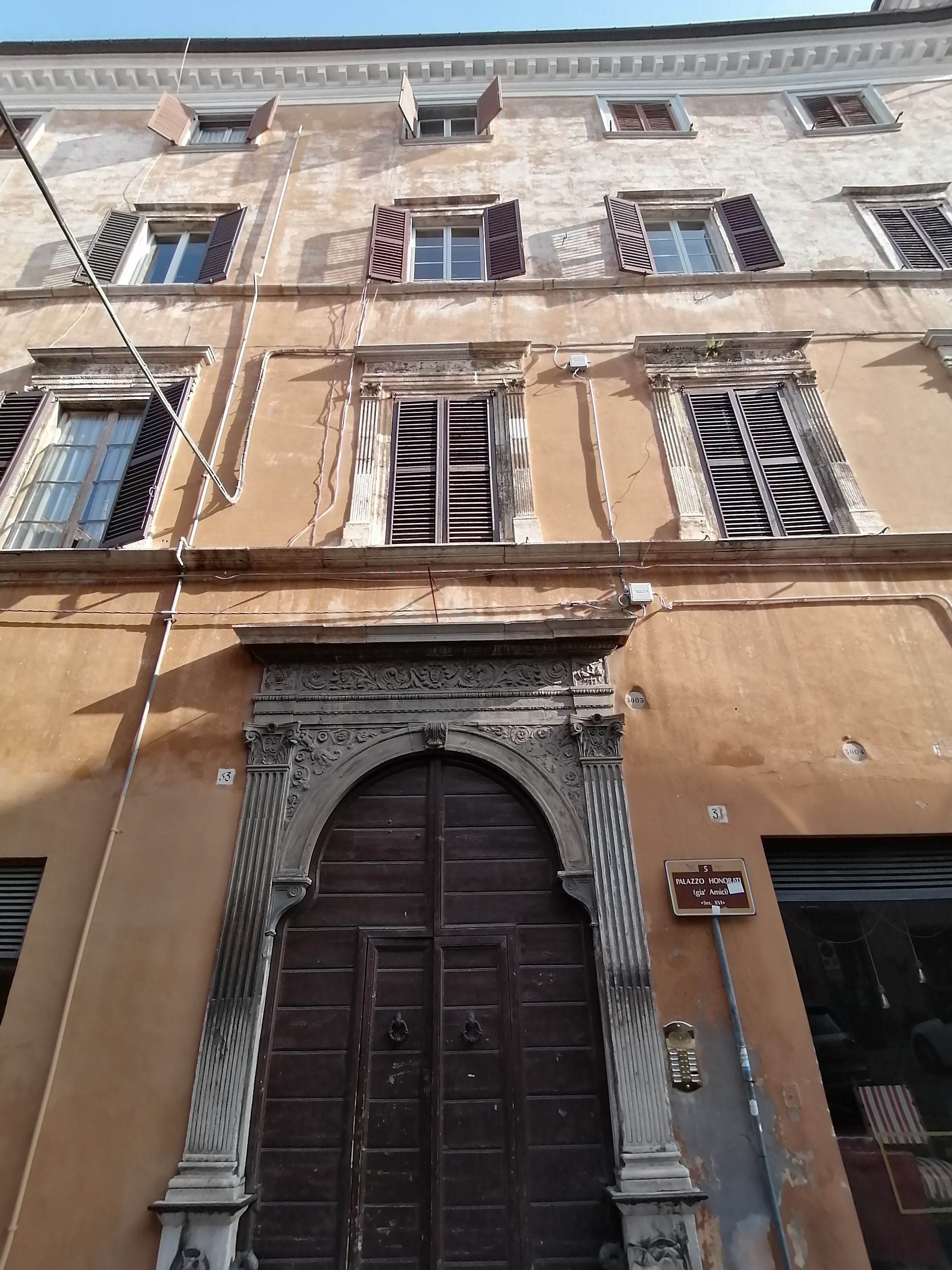
La facciata principale col portale

In questo luogo, in epoca romana vicino al Foro, sorgeva un teatro semicircolare da 2 500 posti con la cavea di 55 metri di diametro. 
All'inizio del XVI secolo, il conte Vincenzo Amici costruisce, sulle fondamenta romane, il palazzo residenziale della sua famiglia. Di assai vaste dimensioni, l'edificio occupa tutto l'isolato fra la piazza Federico II e il Palazzo della Signoria. Si erge su due piani, più un mezzanino, attorno a un cortile centrale. I lati nord e est fungono da facciate. Parte del lato orientale affaccia sulla piazza, mentre quello settentrionale, dà su via Pergolesi. Quest'ultima è incentrata sul bel portale rinascimentale realizzato in pietra bianca d'Istria nel 1526 da Giovanni di Gabriele da Como, su disegno di Francesco di Giorgio Martini. Appare a forma di arco trionfale, stretto fra due lesene, sormontato da un cornicione e decorato da ricchi fogliami. 
Nello spigolo del palazzo, fra le due facciate è posta una mensola con mascherone recante la scritta: Humilitas Odiosa Superbis, 1534 (“L’umiltà è odiosa ai superbi”, 1534).
Nel 1548 la famiglia Amici commissionò una pala d'altare a Lorenzo Lotto per la loro cappella nel Duomo, che, rimossa durante la ricostruzione settecentesca della chiesa, andò perduta.
Nei secoli successivi vennero apportate modifiche e miglioramenti. Nel 1605 vennero realizzati i cornicioni delle finestre del secondo piano, mentre nel 1619, quelli più ricchi del primo piano. 
Nel 1629, con la morte di Francesco Amici, la famiglia si estingue e il palazzo diventa proprietà dei Marchesi Honorati. Una nuova campagna di ristrutturazione comincia, e vede il suo maggior intervento nella realizzazione dello scalone monumentale settecentesco, impostato su più livelli e sorretto da ricche colonne corinzie scanalate.